# Renacimiento en Escocia
El Renacimiento en Escocia se refiere al movimiento cultural, intelectual y artístico que apareció en Escocia, desde finales del siglo XV hasta principios del siglo XVII. Se asocia con el Renacimiento paneuropeo que generalmente se considera que comenzó en Italia a finales del siglo XIV y que llegó al norte de Europa como un Renacimiento nórdico en el siglo XV. Implicaba un intento de revivir los principios de la Antigüedad clásica, incluido el humanismo, un espíritu de investigación académica, el escepticismo y conceptos de equilibrio y proporción. Desde el siglo XX, los historiadores han custionado la singularidad y la unidad del Renacimiento, pero en Escocia se pueden ver cambios significativos en la educación, la vida intelectual, la literatura, el arte, la arquitectura, la música, la ciencia y la política.
La Corte fue determinante para el patrocinio y la difusión de obras e ideas del Renacimiento. También fue fundamental para la puesta en escena de una exhibición lujosa que retrataba el papel político y religioso de la monarquía. El Renacimiento llevó a la adopción de ideas de una monarquía imperial, alentando a la Corona escocesa a unirse a las nuevas monarquías al afirmar la jurisdicción y distinción imperial. El creciente énfasis en la educación en la Edad Media se convirtió en parte de un programa humanista y luego protestante para extender y reformar el aprendizaje. Supuso la extensión del sistema escolar y la fundación de seis colegios universitarios a fines del siglo XVI. Un número relativamente grande de académicos escoceses estudió en el continente o en Inglaterra y algunos, como Hector Boece, John Mair, Andrew Melville y George Buchanan,, regresaron a Escocia para desempeñar un papel importante en el desarrollo de la vida intelectual escocesa. Las obras vernáculas en escocés comenzaron a surgir en el siglo XV, mientras que el latín seguía siendo una lengua literaria importante. Con el patrocinio de James V (r. 1513-1542) y de James VI (r. 1567-1625), destacaron escritores como William Stewart, John Bellenden, David Lindsay, William Fowler y Alexander Montgomerie.
En el siglo XVI, los reyes escoceses —particularmente James V— construyeron palacios en estilo renacentista, comenzando en Linlithgow. La tendencia pronto se extendió a los miembros de la aristocracia. La pintura estuvo fuertemente influenciada por la pintura flamenca, con obras encargadas del continente y con flamencos desempeñándose como artistas de la corte. Mientras que el arte de la iglesia sufrió iconoclasia y una pérdida de patrocinio como resultado de la Reforma escocesa, la decoración de la casa y el retrato se volvieron importantes para los ricos, con George Jamesone emergiendo como el principal artista a principios del siglo XVII. La música también incorporó influencias europeas más amplias, aunque la Reforma provocó un cambio de la compleja música polifónica de la iglesia al canto más simple de los salmos métricos. Combinada con la Unión de las Coronas en 1603, la Reforma también eliminó la iglesia y la corte como fuentes de mecenazgo, cambiando la dirección de la creación artística y limitando su alcance. A principios del siglo XVII, los principales elementos del Renacimiento comenzaron a dar paso al manierismo y al barroco.

## Definiciones y debates
El concepto moderno de «Renacimiento» fue formulado por el historiador cultural Jacob Burckhardt a mediados del siglo XIX para describir el movimiento intelectual y artístico que comenzó en Italia en el siglo XIV y que supuso un intento de revivir los principios de los mundos clásicos griego y romano. Abarcaba una actitud racional y escéptica, un retorno a las ideas de las fuentes originales y la proporción y el equilibrio en el arte. En general, se considera que las principales ideas del Renacimiento llegaron al norte de Europa mucho más tarde, a fines del siglo XV. Escocia ha sido vista como parte de un renacimiento nórdico más amplio que generalmente se considera que se extendió hasta principios del siglo XVII, cuando fue reemplazado por los estilos más grandiosos del barroco. Sin embargo, la asociación de los estilos barrocos con el catolicismo en una Escocia predominantemente protestante tendió a dar lugar a que esa tendencia se pasara por alto y el período que va desde aproximadamente 1620 hasta el final del siglo XVII a veces se caracteriza como un renacimiento tardío.
En el siglo XX, los historiadores cuestionaron la validez del concepto de un Renacimiento como único, como una reacción contra la «edad oscura» del mundo medieval, como una clara ruptura con el pasado y como un movimiento unificado. En cambio, enfatizaron las muchas tendencias y movimientos intelectuales que lo precedieron, como el Renacimiento del siglo XII sobre el cual se basó. También fue común que los historiadores sugirieran que Escocia tenía poca o ninguna participación en el Renacimiento. Más recientemente, los cambios significativos en la vida intelectual y cultural en el período se han visto como un hito en la historia cultural escocesa. Se ha percibido que eso abrió el camino para la Reforma, y más tarde para la modernización del pensamiento y la vida social en la Ilustración y la Revolución Industrial, a lo que Escocia haría una contribución significativa.

## Corte y realeza

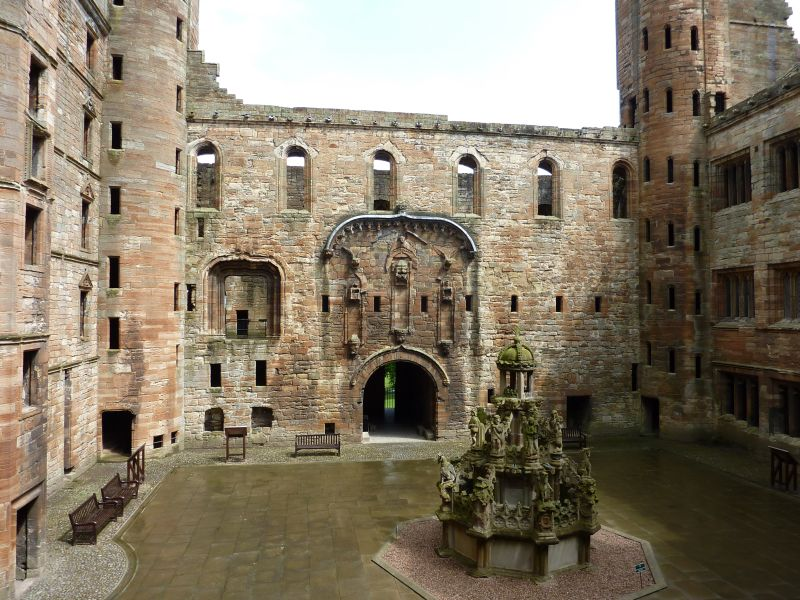
Palacio de Linlithgow, reconstruido para James V para sugerir un patio renacentista al aire libre

La Corte fue decisiva para el patrocinio y la difusión de obras e ideas del Renacimiento. También fue fundamental para la puesta en escena de una exhibición lujosa que retrataba el papel político y religioso de la monarquía. Esta muestra a menudo estuvo vinculada con las ideas de la caballería, que evolucionó en este período desde un ethos militar práctico hacia un culto más ornamental y honorífico. Vio sus orígenes en la era clásica, con Héctor de Troya, Alejandro Magno y Julio César a menudo representados como proto-caballeros. Los torneos proporcionaron un foco de exhibición, siendo los más famosos los de Wild Knight en 1507 y de Black Lady en 1508 bajo James IV (r. 1488 - 1513). También fueron perseguidos con entusiasmo por James V (r. 1513-1542) quien, orgulloso de su pertenencia a las órdenes internacionales de caballería, exhibía sus insignias en la puerta del palacio de Linlithgow.
Durante su breve mandato personal, María, reina de Escocia (r. 1542-1567, aunque sin regentes, en 1561-1567), llevó consigo muchas de las elaboradas actividades cortesanas con las que había crecido en la corte francesa. Ella introdujo bailes, máscaras y celebraciones diseñadas para ilustrar el resurgimiento de la monarquía y para facilitar la unidad nacional. El evento más elaborado fue el bautismo del futuro James VI en el castillo de Stirling en 1566, organizado por su sirviente francés Bastian Pagez. Este combinaba una imaginería compleja, que incorporaba temas clásicos de la diosa Astraea y el renacimiento de la edad de oro clásica, con la caballería de la Tabla Redonda. La ceremonia fue seguida por un banquete, cacerías, festejos, poesía, danza y teatro, que se acumularon en un asedio y fuegos artificiales. La corte volvió a ser un centro de cultura y aprendizaje bajo James VI. Cultivó la imagen de un rey filósofo, evocando los modelos de David, Salomón y Constantino que se vieron en su "joyous entry" "entrada alegre" en Edimburgo en 1579. El evento más importante de su reinado fue en 1595 el bautismo de su hijo y heredero, el príncipe Enrique (1594-1612). Para esa ocasión fue reconstruida la Capilla Real en el castillo de Stirling para reflejar las proporciones del Templo de Salomón. Hubo tres días de festejos, un torneo organizado y una mascarada con un barco del estado tripulado por deidades y musas clásicas. Diseñado por William Fowler, fue ideado expresamente para construir la imagen del rey y apoyar su reclamación sobre los tronos ingleses e irlandeses.

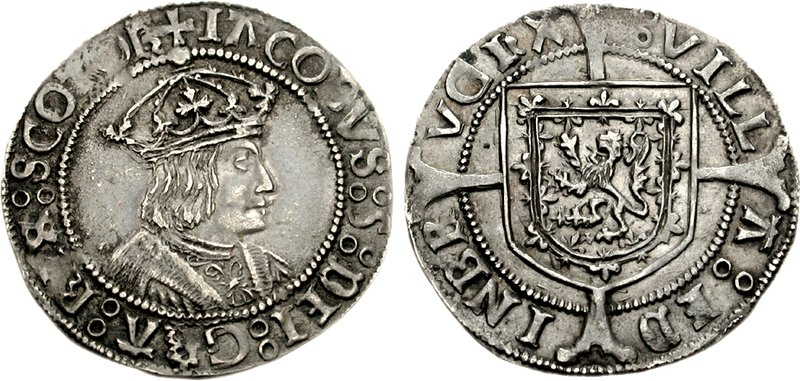
Groat de James V, que lo muestra con una corona imperial cerrada closed crown

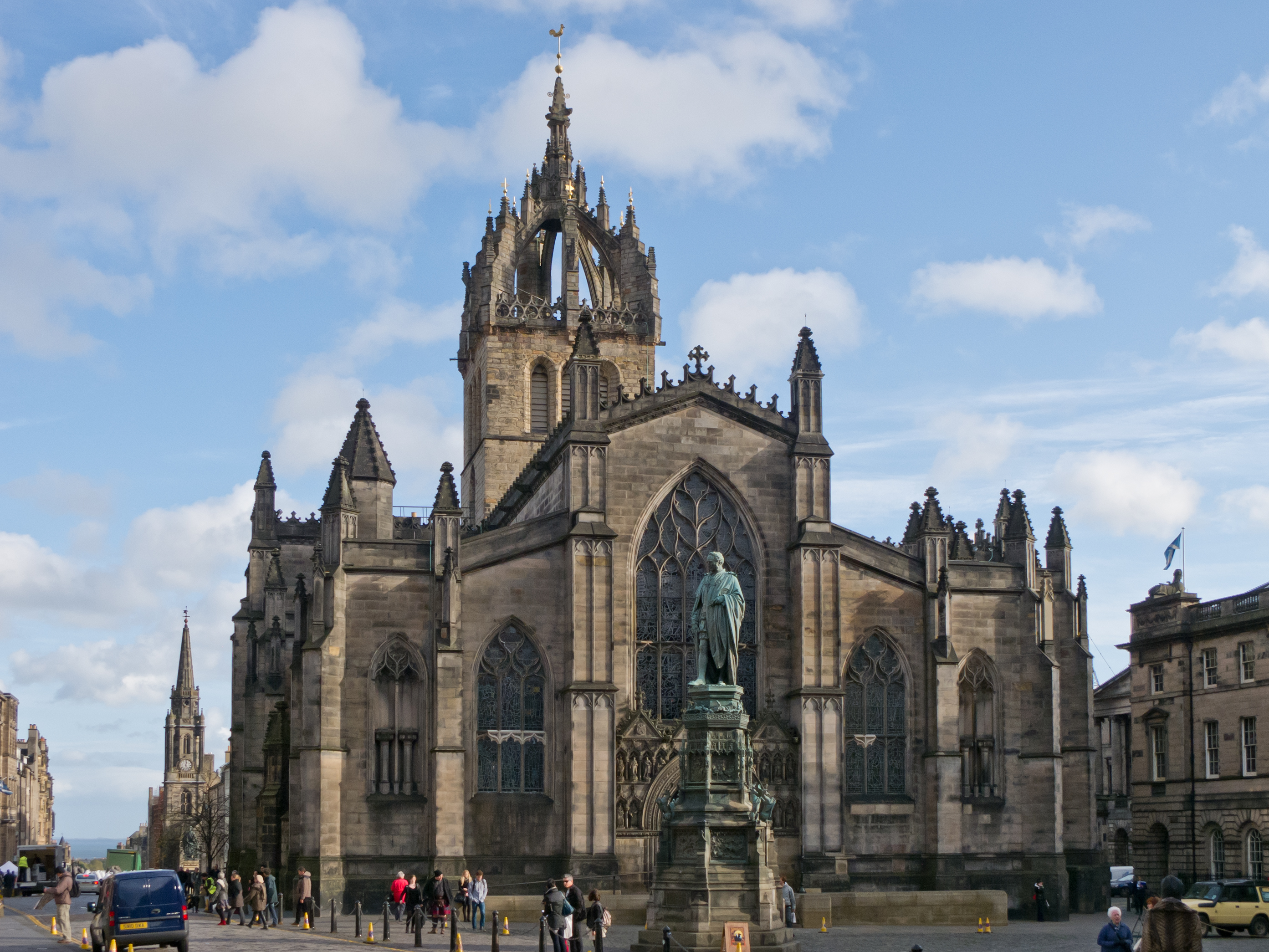
La catedral de Saint Giles, en Edimburgo, con su campanario de corona

Las nuevas ideas también afectaron a los puntos de vista del gobierno, descrito como una monarquía nueva o renacentista, que enfatizaba el estatus y la importancia del monarca. El principio de la ley romana de que «un rey es emperador en su propio reino» se puede ver en Escocia desde mediados del siglo XV. En 1469, el Parlamento aprobó una ley declarando que James III (r. 1460-1488) tenía «plena jurisdicción e imperio dentro de su reino». Desde la década de 1480, la imagen del rey en sus groats (granos) de plata lo mostraba con una corona imperial cerrada, arqueada, en lugar de la abierta de los reyes medievales, probablemente la primera imagen de moneda de su tipo fuera de Italia. Pronto comenzó a aparecer en la heráldica, en sellos reales, en manuscritos, en esculturas y como campanarios de corona en las iglesias con vinculaciones reales, como en la catedral de Saint Giles, en Edimburgo. El primer monarca escocés en llevar tal corona fue James V, cuya diadema fue reelaborada para incluir arcos en 1532. Se incluyeron cuando fue reconstruida en 1540, subsistiendo en la Corona de Escocia. La idea de la monarquía imperial enfatizaba la dignidad de la corona y suponía su papel como una fuerza nacional unificadora, defendiendo las fronteras e intereses nacionales, la supremacía real sobre la ley y una iglesia nacional propia dentro de la comunión católica. La Nueva Monarquía también puede verse en la dependencia de la corona de "new men" en lugar de en los grandes magnates, en el uso del clero como una forma de servicio civil, en el desarrollo de fuerzas armadas permanentes y de una  armada. El engrandecimiento de la monarquía alcanzó su apogeo en el desarrollo de James VI del concepto de gobierno imperial en un derecho divino.  Sin embargo, la imagen real de James en Escocia pudo haber competido con la de su esposa Ana de Dinamarca, que mantuvo una corte paralela separada con una identidad distinta, y en los primeros años de la década de 1590 ella y sus cortesanos usaban modas danesas.

## Educación

### Escuelas

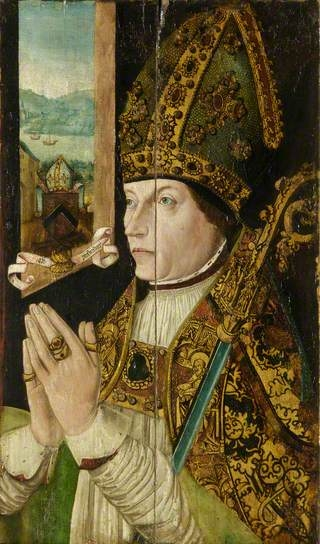
William Elphinstone, obispo de Aberdeen, fundador de la Universidad de Aberdeen y probablemente el arquitecto de la Education Act 1496

A principios de la Edad Media, la educación formal se limitaba a la vida monástica, pero a partir del siglo XII comenzaron a desarrollarse nuevas fuentes de educación, con escuelas de canto y de gramática. Estas generalmente estaban unidas a las catedrales o a una iglesia colegiata y eran más comunes en los burgos (burghs) en desarrollo. A finales de la Edad Media, se podían encontrar escuelas de gramática en todos los burgos principales y en algunas ciudades pequeñas. También había pequeñas escuelas, más comunes en las zonas rurales y que proporcionaban una educación elemental. Se dirigían casi exclusivamente a niños, pero a fines del siglo XV, Edimburgo también tenía escuelas para niñas. A veces se describían como "escuelas de costura" (sewing schools) y probablemente eran enseñadas por laicas o monjas. También se desarrolló la tutoría privada en las familias de señores y burgueses ricos. El creciente énfasis en la educación a finales de la Edad Media, acumulado con la aprobación de la Ley de Educación de 1496 (Education Act 1496), que decretó que todos los hijos de barones y propietarios libres de sustancia debían asistir a las escuelas primarias y que respaldaba la preocupación humanista de aprender "perfyct Latyne". Todo esto resultó en un aumento en la alfabetización, aunque se concentró en gran medida entre una élite rica y masculina, con tal vez el 60% de la nobleza sabiendo leer y escribir a fines del siglo XV.
La preocupación humanista por la ampliación de la educación fue compartida por los reformadores protestantes, con un deseo por un pueblo piadoso que reemplazara al objetivo de educar a los ciudadanos. En 1560, el First Book of Discipline  [Primer Libro de Disciplina] estableció un plan para una escuela en cada parroquia, pero resultó financieramente imposible.  En los burgos, las antiguas escuelas se mantuvieron, con las escuelas de canto y una serie de nuevas fundaciones que se convirtieron en escuelas de gramática reformadas o escuelas parroquiales ordinarias. Las escuelas fueron apoyadas por una combinación de fondos kirk, contribuciones de herederos locales o de los consejos burgueses y de los padres que podían pagar. Fueron inspeccionados por sesiones de kirk, que verificaban la calidad de la enseñanza y la pureza doctrinal.
También había una gran cantidad de «escuelas de aventura» (adventure schools) no reguladas, que a veces satisfacían una necesidad local y otras alejaban a los alumnos de las escuelas oficiales. Fuera de las escuelas establecidas de burgo, un maestro a menudo combinaba su puesto con otros empleos, particularmente puestos menores dentro del kirk, como clérigo. En el mejor de los casos, el plan de estudios incluía catecismo, latín, francés, literatura clásica y deportes. Se tardó hasta finales del siglo XVII para producir una red en gran parte completa de escuelas parroquiales en las Lowlands, y en las Highlands  todavía faltaba educación básica en muchas áreas cuando se aprobó la Ley de Educación en 1696, formando la base de la administración del sistema hasta 1873.

### Universidades
El renacimiento del siglo XII resultó en la aparición de algunas figuras intelectuales importantes de Escocia. Probablemente el más significativo fue John Duns Scotus  (ca. 1265-1308), una influencia importante en el pensamiento religioso medieval tardío. Después del estallido de las Guerras de Independencia en 1296, las universidades inglesas se cerraron en gran medida a los escoceses y las universidades continentales se hicieron más significativas. Se ha probado que más de mil escoceses asistieron a las universidades continentales entre el siglo XII y 1410.  Algunos eruditos escoceses se convirtieron en maestros en universidades continentales, como Walter Wardlaw (fallecido en 1387) y Laurence de Lindores (1372?-1437). Esta situación se transformó con la fundación de la Universidad de St Andrews en 1413, la Universidad de Glasgow en 1450 y la Universidad de Aberdeen en 1495. Inicialmente, estas instituciones fueron diseñadas para la formación de clérigos, pero cada vez más fueron utilizadas por laicos que comenzaron a desafiar el monopolio clerical de los puestos administrativos en el gobierno y la ley. En este período, las universidades escocesas no enseñaban griego, se centraban en la metafísica y depositaban una fe incuestionable en las obras de Aristóteles. Aquellos que querían estudiar para obtener un segundo grado aún necesitaban ir a otro lado. Los eruditos escoceses continuaron estudiando en el continente y en las universidades inglesas que se reabrieron a los escoceses a fines del siglo XV.

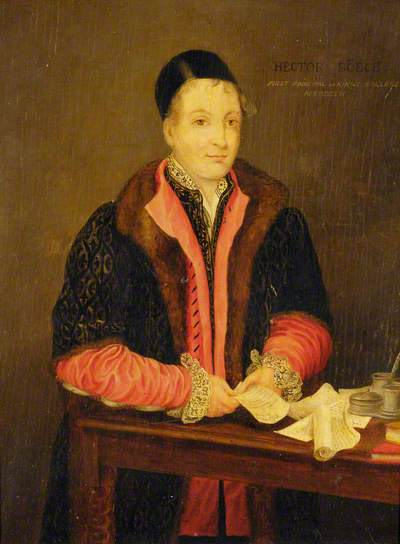
Hector Boece (1465-1536), una figura importante en el humanismo europeo, que volvió a ser el primer director de la Universidad de Aberdeen.

Ya en 1495, algunos escoceses estaban en contacto con la figura principal del movimiento humanista del norte, Desiderius Erasmus  (1466-1536), nacido en los Países Bajos. También estuvieron en contacto con el humanista y erudito francés Jacques Lefèvre d'Étaples (ca. 1455-1536). Erasmo fue tutor del hijo ilegítimo de James VI, y arzobispo de St. Andrews, Alexander Stewart  (c. 1493-1513). Estos contactos internacionales ayudaron a integrar a Escocia en un mundo académico europeo más amplio y serían una de las formas más importantes en las que las nuevas ideas del humanismo se introdujeron en la vida intelectual escocesa. En 1497 el humanista e historiador Hector Boece, nacido en Dundee y que había estudiado en París, regresó para convertirse en el primer director (principal ) de la nueva universidad de Aberdeen. El continuo movimiento a otras universidades produjo una escuela de nominalistas escoceses en París a principios del siglo XVI, el más importante de los cuales fue John Mair, generalmente descrito como un escolástico, pero cuya History of Greater Britain (1521) en latín era comprensiva a la agenda social humanista. Otra figura importante fue Archibald Whitelaw, que enseñó en St. Andrews y Colonia, convirtiéndose en tutor del joven James III  y secretario real de 1462 a 1493. Robert Reid, abad de Kinloss y luego obispo de Orkney, fue responsable en las décadas de 1520 y 1530 de llevar al humanista italiano Giovanni Ferrario para enseñar en la abadía de Kinloss, donde estableció una impresionante biblioteca y escribió obras de historia y biografía escocesa. Reid también fue decisivo en la organización de las conferencias públicas que se establecieron en Edimburgo en la década de 1540 sobre derecho, griego, latín y filosofía, bajo el patrocinio de María de Guisa. Se convirtieron en el "Tounis College", que se convertiría en la Universidad de Edimburgo en 1582.
Después de la Reforma, las universidades de Escocia se sometieron a una serie de reformas asociadas con Andrew Melville, quien regresó de Ginebra para convertirse en director de la Universidad de Glasgow en 1574. Influenciado por el anti-aristotélico Petrus Ramus, puso énfasis en la lógica simplificada, elevando los idiomas y las ciencias al estatus disfrutado por la filosofía y permitiendo que las ideas aceptadas en todas las áreas fuesen desafiadas.  Introdujo un nuevo personal docente especializado, reemplazando el sistema de "regentación", donde un tutor llevaba a los estudiantes a través de todo el plan de estudios de artes. La metafísica fue abandonada y el griego se hizo obligatorio en el primer año, seguido por el arameo, el siríaco y el hebreo, lanzando una nueva moda por los idiomas antiguos y bíblicos. Glasgow probablemente había estado disminuyendo como universidad antes de su llegada, pero con él un gran número de estudiantes comenzaron a asistir. Melville ayudó en la reconstrucción del Marischal College, Aberdeen, y para hacer por St Andrews lo que había hecho por Glasgow, fue nombrado director del St Mary's College, St Andrews en 1580. El resultado fue una revitalización de todas las universidades escocesas, que ahora producían una calidad de educación igual a la ofrecida en cualquier parte de Europa.
Una de las principales figuras intelectuales en la Reforma fue George Buchanan. Enseñó en universidades de Francia y Portugal, tradujo textos del griego al latín y fue tutor de la joven María, reina de Escocia, para quien escribió poesía y máscaras cortesanas latinas. Después de su deposición en 1567, sus obras De Jure Regni apud Scotos (1579) y Rerum Scoticarum Historia (1582) se encontraban entre los principales textos que describían el caso de resistencia a los tiranos.  Buchanan fue uno de los tutores del joven James VI y, aunque ayudó a conseguir un príncipe protestante altamente educado, que produciría obras sobre temas como el gobierno, la poesía y la brujería, no logró convencer al rey de sus ideas sobre la monarquía limitada. James debatiría con Buchanan y Melville sobre el estatus de la corona y del kirk.

## Literatura

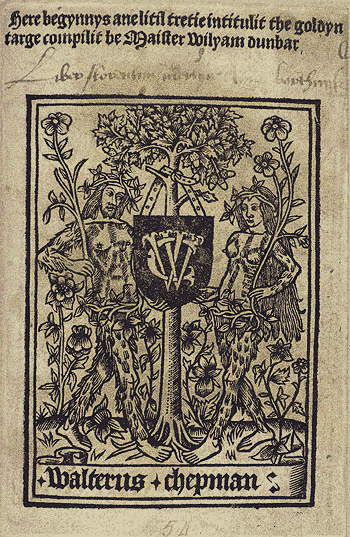
Portada de la obra de William Dunbar, The Goldyn Targe (una impresión de 1508).

A finales del siglo XV, la prosa escocesa también comenzó a desarrollarse como un género y a mostrar influencias clásicas y humanistas. Aunque hay fragmentos tempranos de prosa escocesa original, como la Crónica de Auchinleck, el primer trabajo completo que sobrevive es The Meroure of Wyssdome (1490) de John Ireland. También sobreviven traducciones en prosa de libros de caballería franceses desde la década de 1450, incluido el The Book of the Law of Armys [Libro de la Ley de Armys] y Order of Knychthode [Orden de Knychthode] y el tratado Secretum Secretorum , una obra árabe que se pensaba que eran los consejos de Aristóteles a Alejandro Magno.
El establecimiento de una imprenta bajo la patente real de James IV en 1507 facilitó la difusión de la literatura escocesa. El hito del reinado de James IV fue la versión de Gavin Douglas de la Eneida de Virgilio, los Eneados. Fue la primera traducción completa de un texto clásico importante en un idioma anglo, terminada en 1513, pero eclipsada por el desastre en la batalla de Flodden, que terminó con total derrota de las fuerzas escocesas y la muerte del rey Jacobo IV y de unos 10.000 soldados.. Mucha literatura en escocés medio fue producida por makars, poetas con vínculos con la corte real, como James I (quien escribió The Kingis Quair). Muchos de los makars tenían una educación universitaria y, por lo tanto, también estaban conectados con los Kirk. Sin embargo, el Lament for the Makaris [Lamento por los makaris] ( c.1505 ) de William Dunbar proporciona evidencia de una tradición más amplia de escritura secular fuera de la Corte y Kirk ahora en gran parte perdido. Antes del advenimiento de la imprenta en Escocia, escritores como Dunbar, Douglas, junto con Robert Henryson y Walter Kennedy, han sido vistos como líderes de una era dorada en la poesía escocesa. Continuaron los temas medievales, pero fueron influenciados cada vez más por las nuevas tendencias continentales y el lenguaje y las formas del Renacimiento. Como mecenas, James V apoyó a los poetas William Stewart y John Bellenden. Stewart produjo una versión en verso de la latina History of Scotland compilada en 1527 por Boece y Bellenden produjo una traducción en prosa de la History of Rome de Livio en 1533. Sir David Lindsay of the Mount, el jefe de la Corte del Lord Lyon y diplomático, fue un poeta prolífico. Produjo un interludio en el palacio de Linlithgow, que se pensó que era una versión de su obra The Thrie Estaitis en 1540, la primera obra escocesa que sobrevive, en la que satirizaba la corrupción de la iglesia y del estado, haciendo uso de elementos como las obras de moralidad medievales, con una agenda humanista.
En las décadas de 1580 y 1590, James VI promovió la literatura de su país de nacimiento. Su tratado, Some Rules and Cautions to be Observed and Eschewed in Scottish Prosody [Algunas reglas y precauciones para ser observado y evitado en prosodia escocesa], publicado en 1584 cuando tenía 18 años, fue tanto un manual poético como una descripción de la tradición poética en su lengua materna, el escocés, al que aplicó los principios del Renacimiento. Se convirtió en mecenas y miembro de un círculo libre de poetas y músicos de la corte jacobea escocesa, la Castalian Band, que incluía a William Fowler y a Alexander Montgomerie. A fines de la década de 1590, su defensa de su tradición escocesa nativa se vio empañada en cierta medida por la perspectiva de heredar el trono inglés, y algunos poetas cortesanos que siguieron al rey a Londres después de 1603, como William Alexander, comenzaron a anglicizar su lenguaje escrito. El característico papel de James como participante literario activo y mecenas en la corte escocesa lo convirtió en una figura definitoria de la poesía y del drama del Renacimiento inglés, que alcanzaría un pináculo de logros en su reinado, pero su patrocinio por el alto estilo en su propia tradición escocesa quedó en gran medida marginado.

## Arquitectura
Se ha visto que la influencia del Renacimiento en la arquitectura escocesa ocurrió en dos fases distintas. El uso selectivo de las formas románicas en la arquitectura de la iglesia a principios del siglo XV fue seguido hacia el final del siglo por una fase de construcción más directamente influenciada por el palacio renacentista. La re-adopción del edificio de la iglesia de baja masa con arcos redondos y pilares, en contraste con el estilo perpendicular gótico que fue particularmente dominante en Inglaterra a finales de la era medieval, puede haber sido influenciada por contactos cercanos con Roma y los Países Bajos, y puede haber sido una reacción consciente a las formas inglesas en favor de las continentales. Se puede ver en la nave de la catedral de Dunkeld, comenzada en 1406, en la fachada de St Mary's, Haddington de la década de 1460 y en la capilla del obispo Elphinstone en el Kings College, Aberdeen (1500-1509). Alrededor de cuarenta iglesias colegiatas se establecieron en Escocia a finales del siglo XV y principios del XVI. Muchas, como la del Trinity College de Edimburgo, mostraron una combinación de estilos gótico y renacentista.

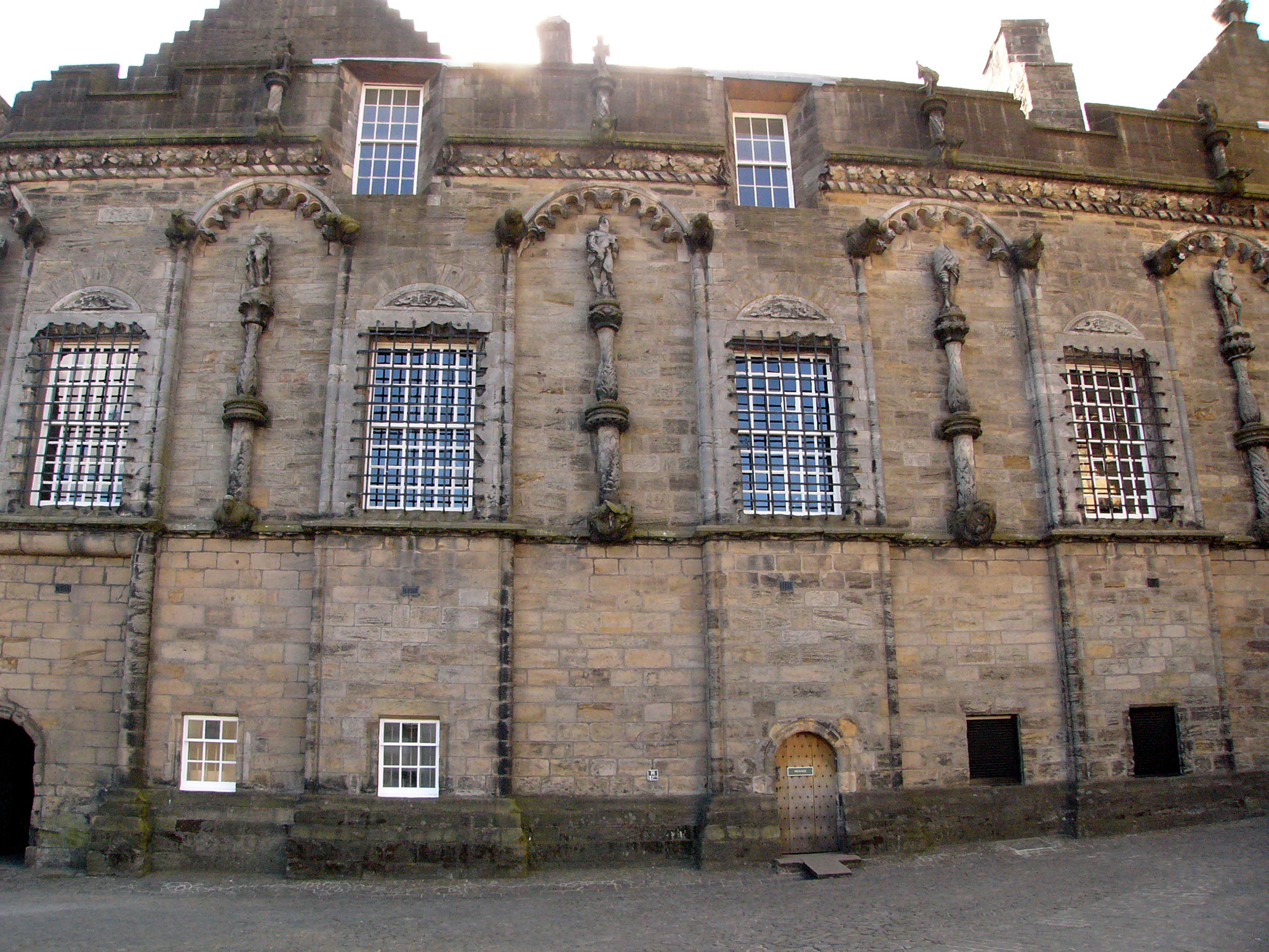
La decoración escultórica del lugar de James V en el castillo de Stirling

La extensa construcción y reconstrucción de palacios reales probablemente comenzó en el reinado de James III, acelerada bajo James IV y alcanzando su punto máximo bajo James V. Esas obras se han visto como un reflejo directo de la influencia de los estilos renacentistas. Linlithgow se construyó por primera vez bajo James I, bajo la dirección del maestro de obras John de Waltoun. A partir de 1429, ya aparece referido como un palacio, aparentemente el primer uso de este término en el país. El palacio se amplió en el reinado de James III y comenzó a corresponder a un moderno palacio señorial italiano cuadrangular, con torres en las esquinas de un palatium ad moden castri (un palacio de estilo castillo), que combinaba la simetría clásica con imágenes neo-caballerescas. Hay evidencias de albañiles italianos trabajando para James IV, en cuyo reinado se completó Linlithgow y se reconstruyeron otros palacios con proporciones italianizantes. James V encontró la versión francesa del edificio renacentista mientras visitaba el país por su matrimonio con Magdalena de Valois en 1536 y su segundo matrimonio con María de Guisa pudo haber resultado en conexiones e influencias a largo plazo. Las obras de su reinado no tuvieron en cuenta el estilo insular prevalente en Inglaterra bajo Enrique VIII y adoptaron formas que eran reconociblemente europeas, comenzando con el extenso trabajo en Linlithgow. Esto fue seguido por reconstrucciones en Holyrood, Falkland, Stirling y Edimburgo, descritas como «algunos de los mejores ejemplos de arquitectura renacentista en Gran Bretaña».  En lugar de copiar servilmente formas continentales, la mayoría de la arquitectura escocesa incorporó elementos de estos estilos en los patrones locales tradicionales, adaptándolos a los modos y materiales escoceses (particularmente piedra y harl, un tipo de revoco). Las obras realizadqw para James VI mostraban continuas influencias del Renacimiento, con la Capilla Real de Stirling con una entrada clásica construida en 1594 y el Ala Norte de Linlithgow, construida en 1618, con frontones clásicos. Se pueden ver temas similares en las casas privadas de los aristócratas, como en Mar's Wark, Stirling (c. 1570) y el castillo de Crichton, construido para el conde de Bothwell en la década de 1580.

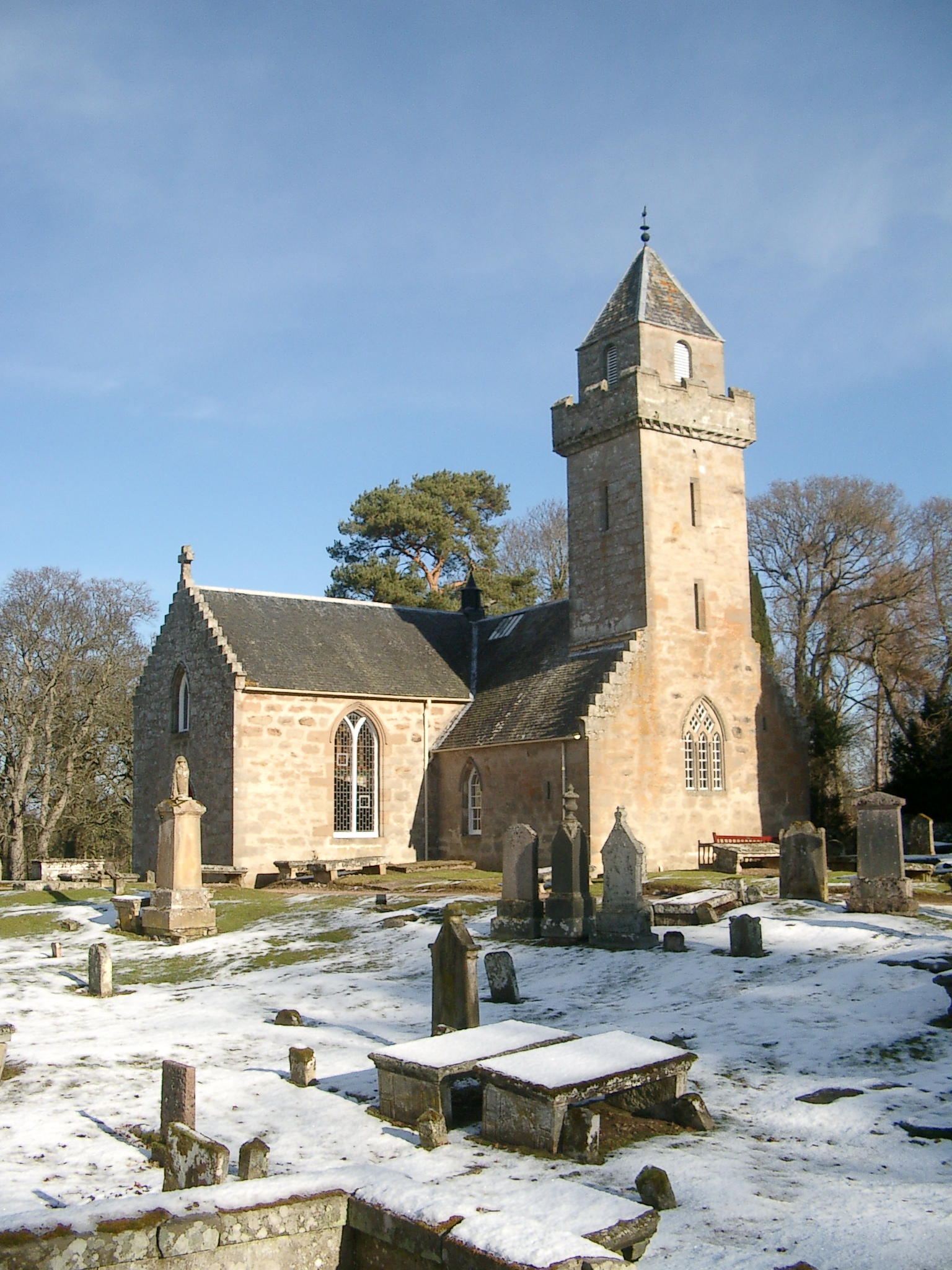
Iglesia de Cawdor, construida en 1619 sobre una planta en cruz griega

Los arquitectos e ingenieros militares italianos trajeron la nueva arquitectura militar y la traza italiana durante la guerra de Rough Wooing y la regencia de María de Guisa, incluido Migliorino Ubaldini, que trabajó en el castillo de Edimburgo, Camillo Marini, que diseñó fuertes en las fronteras, y Lorenzo Pomarelli que trabajó para María de Guisa. El estilo único de las grandes casas privadas en Escocia, más tarde conocido como barones escocés, se ha datado en origen hasta el período de la década de 1560. Mantuvo muchas de las características de los castillos medievales de paredes altas que habían quedado obsoletos en gran medida por las armas de pólvora y que pudieron haber sido influenciados por los albañiles franceses llevados a Escocia para trabajar en los palacios reales. Se basó en la casa torre  y la torre Peel, que habían sido construidas a cientos por los señores locales desde el siglo XIV, particularmente en las fronteras. Esos muros cortina defendibles abandonados por un refugio fortificado, diseñado para sobrevivir a una incursión, en lugar de a un asedio sostenido. Usualmente eran de tres pisos, típicamente coronados con un parapeto, proyectándose sobre ménsulas, continuando en garitas circulares en cada esquina. Las casas nuevas conservaron muchas de estas características externas, pero con una planta más grande, clásicamente una «planta en Z» de un bloque rectangular con torres, como en el castillo de Colliston (1583) y en el castillo de Claypotts (1569-1588).
Particularmente influyente fue el trabajo de William Wallace, el maestro albañil del rey desde 1617 hasta su muerte en 1631. Trabajó en la reconstrucción del derrumbado North Range de Linlithgow desde 1618, Winton House para George Seton, tercer conde de Winton y comenzó a trabajar en Heriot's Hospital, Edimburgo. Adoptó un estilo propio que aplicaba elementos de la fortificación escocesa y las influencias flamencas a una planta renacentista como la que se usó en el castillo de Ancy-le-Franc. Este estilo se puede ver en las casas señoriales construidas en Caerlaverlock (1620), Moray House, Edimburgo (1628) y el castillo de Drumlanrig (1675-1689), y fue muy influyente hasta que el estilo baronial dio paso a las formas inglesas más grandiosas asociadas con Inigo Jones a finales del siglo XVII.
Desde aproximadamente 1560, la Reforma revolucionó la arquitectura de la iglesia en Escocia. Los calvinistas rechazaban la ornamentación en los lugares de culto, sin necesidad de elaborados edificios divididos para los rituales, lo que resultó en la destrucción generalizada del mobiliario, de los ornamentos y la decoración de las iglesias medievales. Había una necesidad de adaptar y construir nuevas iglesias adecuadas para los servicios reformados, con mayor énfasis en la predica y el púlpito. Muchos de los primeros edificios eran simples rectángulos cubiertos a dos aguas, un estilo que continuó construyéndose en el siglo XVII, como en el castillo de Dunnottar en la década de 1580, en Greenock (1591) y en Durness (1619). La iglesia de Greyfriars, Edimburgo, construida entre 1602 y 1620, utilizó este diseño con una forma en gran parte gótica, mientras que en Dirleton (1612) tenía un estilo clásico más sofisticado. Una variación de la iglesia rectangular que se desarrolló en Escocia después de la Reforma fue la planta en forma de «T», que a menudo se usaba para adaptar las iglesias existentes, ya que permitía que el número máximo de feligreses estuviera cerca del púlpito. Se pueden ver ejemplos en Kemback en Fife (1582) y en Prestonpans después de 1595. La planta en «T» continuó usándose en el siglo XVII como en Weem (1600), en Anstruther Easter, Fife (1634-1644) y en New Cumnock (1657). En el siglo XVII se utilizó una planta en cruz griega para iglesias como Cawdor (1619) y Fenwick (1643). En la mayoría de estos casos, uno de los brazos de la cruz se cerraba como una nave lateral de un laird, con el resultado de que en efecto eran iglesias de la planta en «T».

## Arte

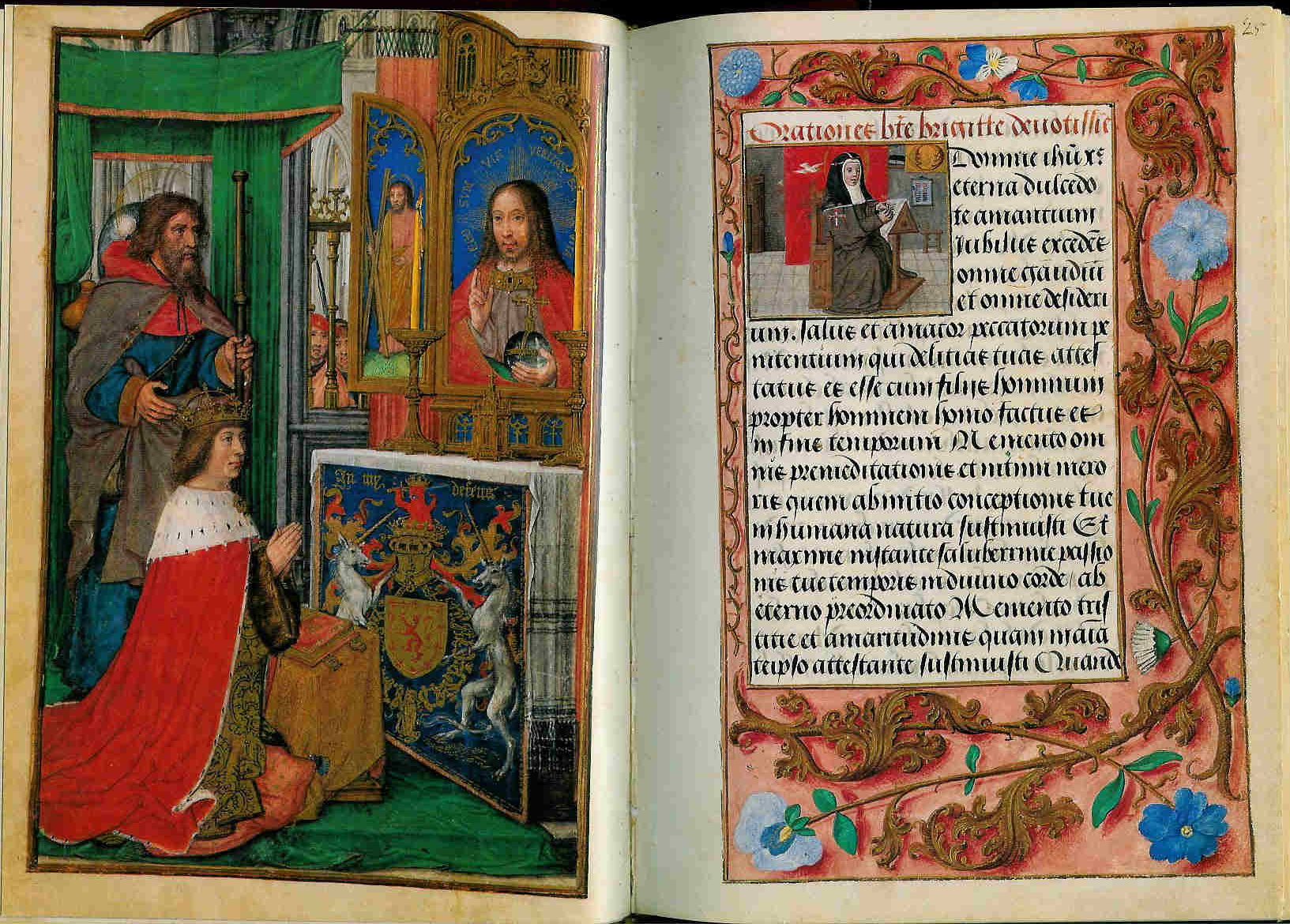
Libro de las Horas de James IV de Escocia, descrito como «quizás el mejor manuscrito medieval que se haya encargado para uso escocés».

No se sabe casi nada sobre artistas escoceses nativos en la Edad Media. Como en Inglaterra, la monarquía puede haber tenido retratos modelo de la realeza utilizados para copias y reproducciones, pero las versiones de retratos reales nativos que sobreviven desde finales de la Edad Media son generalmente toscos para los estándares continentales. Mucho más impresionantes son las obras o artistas importados del continente, particularmente de los Países Bajos, generalmente considerados como el centro de la pintura en el Renacimiento del Norte. Los productos de estas conexiones incluyeron un excelente retrato de William Elphinstone; las imágenes de santa Catalina y de san Juan llevadas a Dunkeld; el retablo de Hugo van Der Goes para la iglesia del Trinity College en Edimburgo, comisionado por James III; y el trabajo por el cual se nombra al Maestro flamenco de James IV de Escocia. También hay un número relativamente grande de elaborados libros devocionales de finales del siglo XV y principios del XVI, generalmente producidos en los Países Bajos y en Francia para patronos escoceses. Estos incluyeron el libro de oraciones encargado por Robert Blackadder, obispo de Glasgow, entre 1484 y 1492 y el flamenco libro de horas ilustrado , conocido como las Horas de James IV de Escocia, dado por James IV a Margarita Tudor y descrito como «quizás el mejor manuscrito medieval que se haya encargado para uso escocés».

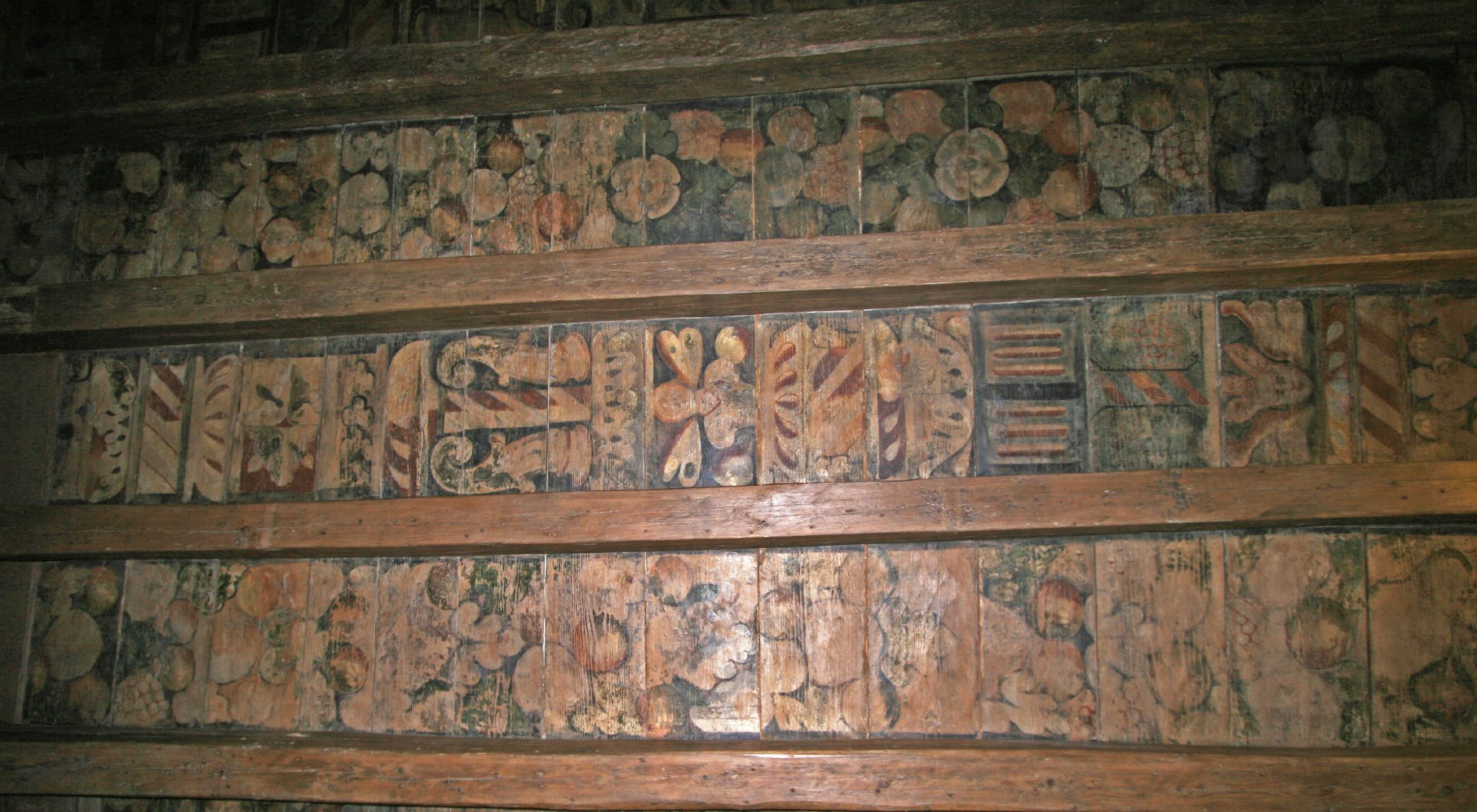
El techo pintado del siglo XVII en el castillo de Aberdour, Fife

Las esculturas de piedra y madera, las pinturas murales y los tapices reales escoceses que sobreviven sugieren la riqueza del arte real del siglo XVI. En el castillo de Stirling, las tallas de piedra en el palacio real del reinado de James V se toman de patrones alemanes, y al igual que los roundels de roble tallado de retratos sobrevivientes de la Cámara de la Presencia del Rey, conocidos como las Stirling Heads, incluyen textos bíblicos contemporáneos y figuras clásicas. Algunas tallas de madera decorativas fueron hechas por artesanos franceses, que como Andrew Mansioun, se establecieron en Escocia. El arte eclesiástico de Escocia pagó un alto precio como resultado de la iconoclasia de la Reforma, con la pérdida casi total de las vidrieras medievales, de las esculturas religiosas y las pinturas. La pérdida paralela del mecenazgo creó una crisis para los artesanos y artistas nativos, que recurrieron a mecenas seculares. Un resultado de esto fue el florecimiento de las paredes y techos pintados del Renacimiento escocés, con un gran número de casas privadas de burgueses, lairds y señores que a menudo obtuvieron patrones y escenas muy detalladas y coloridas. Se sabe que existieron más de cien ejemplos, y las pinturas sobrevivientes incluyen el techo en Prestongrange, realizado en 1581 para Mark Kerr, comandante de Newbattle, y la larga galería de la Pinkie House, pintada para Alexander Seaton, conde de Dunfermline, en 1621. Estos fueron realizados por artistas escoceses no identificados utilizando libros de patrones continentales que a menudo condujeron a la incorporación del simbolismo humanista moral y filosófico, con elementos que invocan la heráldica, la piedad, los mitos clásicos y la alegoría.

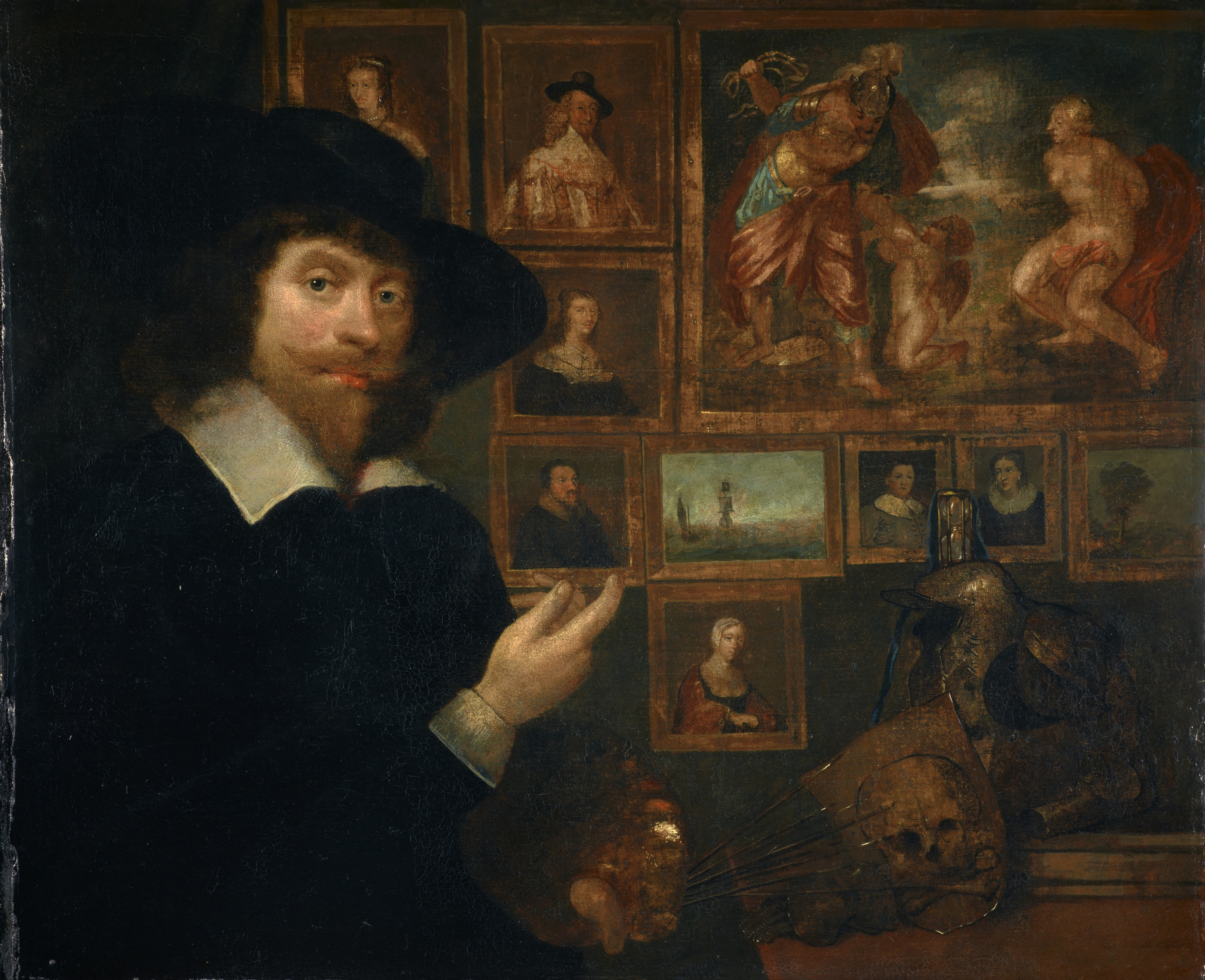
Autorretrato de George Jamesone (c.1642), National Galleries of Scotland

En 1502, Enrique VII envió a su retratista flamenco Maynard Wewyck a la corte de James IV y de Margaret Tudor. Más tarde, en el siglo XVI, artistas anónimos hicieron retratos de personas importantes, incluidos el conde de Bothwell y su primera esposa, Jean Gordon (1566), y George, séptimo Lord Seton (c. 1575). La tradición de la pintura de retratos reales en Escocia probablemente fue interrumpida por las minorías y las regencias entre 1513 y 1579. James VI empleó a dos artistas flamencos, Arnold Bronckorst (floreció, en Escocia, 1580-1583) y Adrian Vanson (fl. 1581-1602), quienes han dejado un registro visual del rey y de las principales figuras de la corte. Anna de Dinamarca trajo a un joyero Jacob Kroger (muerto en 1594) de Lüneburg, un centro de la orfebrería. El primer artista nativo significativo fue George Jamesone de Aberdeen (1589/90-1644), quien se convirtió en uno de los pintores de retratos más exitosos del reinado de Carlos I y ensenó al artista barroco John Michael Wright (1617-1694).

## Música

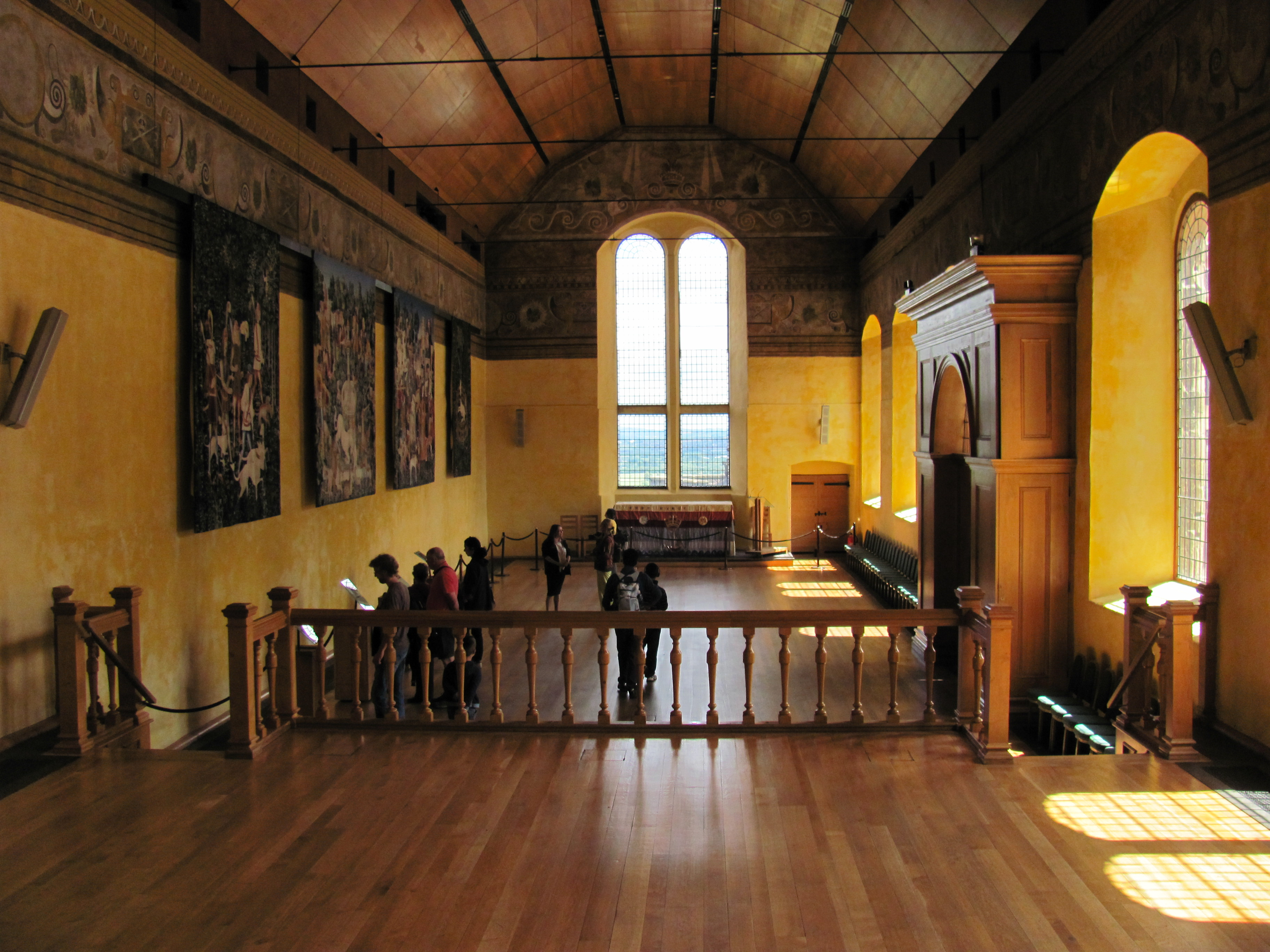
El interior de la Capilla Real, el Castillo de Stirling, uno de los principales focos de la música litúrgica.

El cautiverio de James I en Inglaterra desde 1406 hasta 1423, donde se ganó la reputación de poeta y compositor, puede haberlo llevado a llevar a los estilos y músicos ingleses y continentales a la corte escocesa en su liberación. A finales del siglo XV, una serie de músicos escoceses se formó en los Países Bajos, entonces el centro de producción musical en Europa occidental, antes de regresar a casa. Entre ellos estaban John Broune, Thomas Inglis y John Fety, este último convertido en maestro de la escuela de canciones en Aberdeen y luego en Edimburgo, presentando la nueva técnica de tocar el órgano con los cinco dedos. En 1501, James IV refundó la Capilla Real dentro del castillo de Stirling, con un coro nuevo y ampliado y se convirtió en el foco de la música litúrgica escocesa. Las influencias borgoñona e inglesa probablemente se reforzaron cuando la hija de Enrique VII, Margaret Tudor, se casó con James IV en 1503. El destacado compositor escocés de la primera mitad del siglo XVI fue Robert Carver (c. 1488-1558), un canónigo de la abadía Scone. Cinco misas y dos antífonas votivas han sobrevivido en su libro de coro. Una de las misas ofrece el único ejemplo del uso de la moda continental del cantus firmus que ha sobrevivido en Gran Bretaña. La antífona «Oh Bone Jesu» fue organizada para 19 voces, quizás para conmemorar el año 19 del reinado de James V. Su compleja música polifónica solo pudo haber sido interpretada por un coro grande y altamente capacitado, como el empleado en la Capilla. Real. James V también fue patrocinador de figuras como David Peebles (c. 1510-1579?), cuyo trabajo más conocido «Si quis diligit me» (con texto de Juan 14:23), es un motete para cuatro voces. Estos fueron probablemente solo dos de los muchos compositores consumados de su tiempo, de los que su trabajo sobrevivió en gran parte en fragmentos.
En esa época, Escocia seguía la tendencia de las cortes renacentistas para el acompañamiento instrumental y la interpretación. Los relatos indican que hubo lutistas en la corte desde el reinado de James III y en las casas de los grandes señores y clérigos. Los instrumentos también aparecen en el arte de la época, mostrando un techo del castillo de Crathes musas con laúd, violín bajo, fiddle, arpa, cistro, flauta y clavicordio, similar a un consort mixto encontrado en Inglaterra en este período. La música también se convirtió en uno de los logros del cortesano renacentista e incluso de la realeza. James IV entretuvo a su novia Margaret Tudor durante las celebraciones de su matrimonio tocando «los clarychords y el laúd» y a Margaret misma le habían enseñado el laúd cuando era niña. James V, además de ser uno de los principales mecenas de la música sacra, era un talentoso laudista e introdujo chansons franceses y consort de violines en su corte, aunque casi nada de esa música de cámara secular sobrevive.

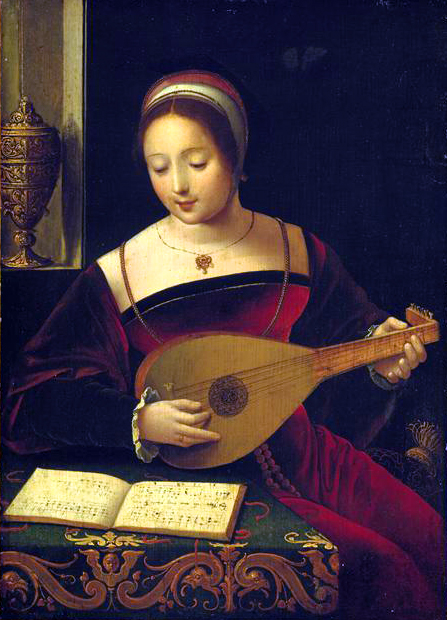
El saber tocar instrumentos, incluido el laúd, se convirtió en uno de los principales logros esperados de un cortesano del Renacimiento.

La Reforma afectaría severamente a la música de la iglesia. Se cerraron las escuelas de canto de las abadías, catedrales e iglesias colegiatas, se disolvieron los coros, se destruyeron los libros de música y los manuscritos y se sacaron los órganos de las iglesias. El luteranismo, que influyó en la Reforma escocesa temprana, intentó acomodar las tradiciones musicales católicas en el culto, basándose en himnos latinos y en canciones vernáculas. El producto más importante de esta tradición en Escocia fue The Gude and Godlie Ballatis, que eran sátiras espirituales a partir de baladas populares compuestas por los hermanos James, John y Robert Wedderburn. Nunca fueron adoptadas por el kirk, pero siguieron siendo populares y se reimprimieron desde 1540 hasta 1620. Más tarde el calvinismo, que llegó a dominar la Reforma escocesa, fue mucho más hostil a la tradición musical católica y a la música popular, poniendo énfasis solamente en lo que era bíblico, lo que significaba los Salmos. El salterio escocés de 1564 fue encargado por la Asamblea de la Iglesia. Se basó en el trabajo del músico francés Clément Marot, en las contribuciones de Calvino al salterio de Estrasburgo de 1529 y en los escritores ingleses, particularmente en la edición de 1561 del salterio producido por William Whittingham para la congregación inglesa en Ginebra. La intención era producir melodías individuales para cada salmo, pero de los 150 salmos, solo 105 tenían melodías apropiadas y en el siglo XVII, las melodías comunes, que podían usarse para salmos con el mismo metro, se hicieron más habituales. La necesidad de simplicidad para toda la congregación en la que ahora todos cantaban esos salmos, a diferencia de los coros entrenados que habían cantado las muchas partes de los himnos polifónicos, requería simplicidad y la mayoría de las composiciones de la iglesia se limitaban a arreglos homofónicos. Existe cierta evidencia de que la polifonía sobrevivió y se incorporó a las ediciones del salterio a partir de 1625, pero cantando generalmente la congregación la melodía y los cantantes entrenados las partes de contra-tenor, agudos y bajos.
El regreso en 1561 de Francia de Mary, la hija de James V, para comenzar su reinado personal, y su posición como católica, le dio una nueva vida al coro de la Capilla Real de Escocia, pero la destrucción de los órganos de la iglesia escocesa significó que la instrumentación para acompañar a la misa tuvo que emplear bandas de músicos con trompetas, tambores, fifes, gaitas y tabúes. Al igual que su padre, ella tocaba el laúd, virginales y (a diferencia de su padre) era una excelente cantante. Ella llevó a la corte influencias musicales francesas, empleando laudistas y violistas en su hogar.
James VI fue un importante mecenas de las artes en general. Hizo disposiciones legales para reformar y promover la enseñanza de la música, tratando de revivir las escuelas de canto de los burgos desde 1579. Reconstruyó la Capilla Real en Stirling en 1594 y el coro fue utilizado para ocasiones estatales como el bautismo de su hijo Enrique, príncipe de Gales (1594-1612). Siguió la tradición de emplear laudistas para su entretenimiento privado, al igual que otros miembros de su familia. Cuando fue al sur para tomar el trono de Inglaterra en 1603, como James I, eliminó una de las principales fuentes de mecenazgo en Escocia. Comenzó un periodo de ausencia de mantenimiento, y la Scottish Chapel Royal paso a usarse entonces solo para visitas de estado ocasionales, dejando a la corte en Westminster como la única fuente importante de patrocinio musical real.

## Declive e influencia

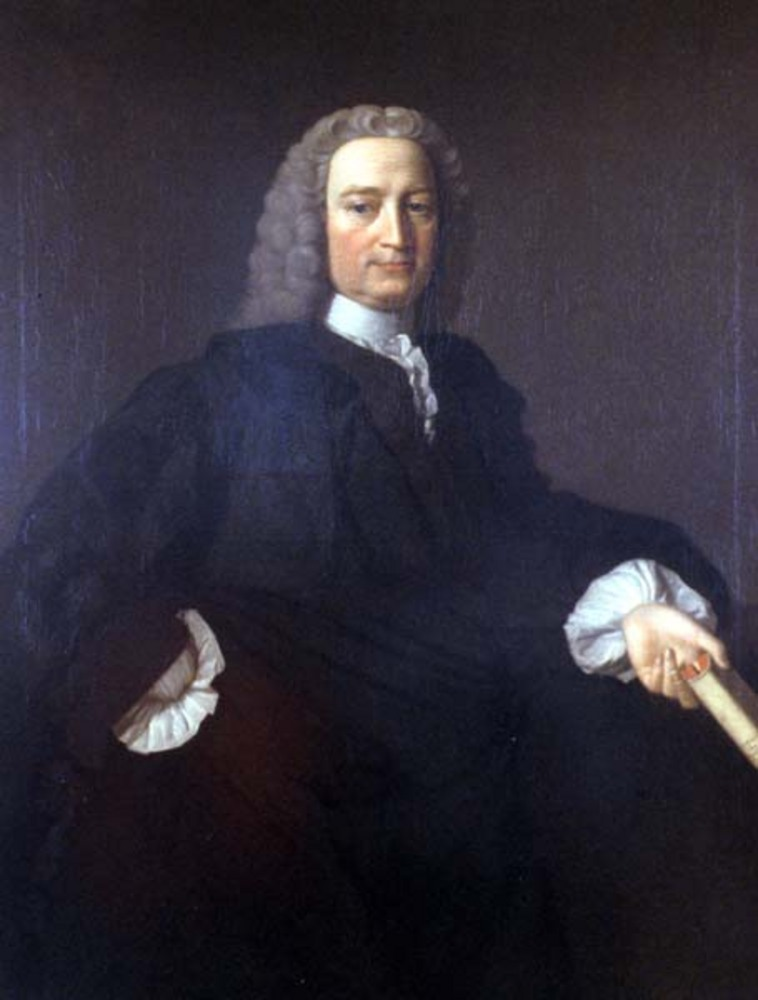
Francis Hutcheson (1694-1746), una figura importante en la Ilustración escocesa, producto del sistema universitario escocés y de la tradición humanista que tuvo su origen en el Renacimiento.

Se ha visto que el Renacimiento en Escocia alcanzó su apogeo en la primera mitad del siglo XVI, entre los reinados de James IV y la deposición de María, reina de Escocia. La pérdida de la iglesia como fuente de mecenazgo en la década de 1560 y de la corte en 1603, cambió y limitó el desarrollo posterior de las ideas renacentistas. En el mismo período, el humanismo cívico comenzó a dar paso a la devoción privada y a la retirada del mundo influenciado por el estoicismo. En el arte y la arquitectura, la proporción renacentista comenzó a dar paso al manierismo y al estilo más exagerado del barroco desde aproximadamente 1620.
El legado del Renacimiento se puede ver en la transformación de la élite gobernante en la sociedad escocesa, pasando de una casta guerrera a una con moral y valores más refinados.  El humanismo creó una aceptación de la importancia del aprendizaje, lo que contribuyó al legado de los sistemas escolares y universitarios escoceses. Específicamente, se ha visto que la Ley de Educación de 1496 estableció un precedente para un sistema público de educación, que fue adoptado por los reformadores en 1560 e informó la legislación y la expansión posteriores. El establecimiento de las universidades escocesas, y especialmente las reformas humanísticas asociadas con Melville, permitió a Escocia participar en la «revolución educativa» de la era moderna temprana y sería vital para el desarrollo de la Ilustración escocesa. David McCrone considera que estas circunstancias hacen que la educación sea «vital para el sentido de lo escocés».
El Renacimiento dejó un buen legado en los campos intelectuales, incluida la poesía, la escritura histórica y la arquitectura, que se continuó en los siglos XVII y XVIII. Surgió un número creciente de eruditos escoceses que tenían una confianza creciente en su propia literatura. Parte de la explicación del repentino florecimiento de la Ilustración escocesa es que el país ya tenía una historia de logros en filosofía, poesía, música, matemáticas y arquitectura y estaba en estrecho contacto con las tendencias intelectuales en el resto de Europa.  A partir de este período, Escocia haría importantes contribuciones en los campos de la medicina, el derecho, la filosofía, la geología y la historia. Entre estas ideas, la limitación de la soberanía real sobre el pueblo permaneció presente en la vida intelectual escocesa y resurgió para contribuir a los principales debates del siglo XVIII.